# Wenzelia platysperma
Wenzelia platysperma är en vinruteväxtart som beskrevs av Walter Tennyson Swingle. Wenzelia platysperma ingår i släktet Wenzelia och familjen vinruteväxter. Inga underarter finns listade i Catalogue of Life.